# Saison 2020-2021 des Knicks de New York
La saison 2020-2021 des Knicks de New York est la 75e saison de la franchise en NBA.
Durant l'intersaison, la franchise engage Tom Thibodeau comme nouvel entraîneur principal, après la fin du contrat d'intérim de Mike Miller.
Pendant la saison régulière, Derrick Rose est transféré chez les Knicks, lui permettant de porter une seconde fois le maillot de la franchise. L'équipe réalise une belle progression par rapport à la saison précédente, avec une belle saison de Julius Randle, qui est sélectionné pour le NBA All-Star Game et est élu NBA Most Improved Player, pour sa nette progression statistique.
Le 12 mai 2021, les Knicks se qualifient officiellement pour les playoffs, pour la première fois depuis 2013. L'équipe parvient à terminer à la 4e place de la conférence Est pour obtenir l'avantage du terrain lors du premier tour de playoffs. La franchise affronte alors les Hawks d'Atlanta mais s'incline en cinq matchs.
À l'issue de la saison, en plus de la récompense de Randle, Tom Thibodeau est élu NBA Coach of the Year.

## Draft
| Tour | Choix | Joueur          | Poste | Nationalité | Provenance       |
| ---- | ----- | --------------- | ----- | ----------- | ---------------- |
| 1    | 8     | Obi Toppin      | PF    | États-Unis  | Flyers de Dayton |
| 1    | 23    | Leandro Bolmaro | SF    | Argentine   | FC Barcelone     |

## Matchs

### Pré-saison
| Pré-saison Total: 3-1 (Domicile : 2-0; Extérieur : 1-1) |

| Match | Date match  | Équipe    | Score    | Meilleur marqueur      | Meilleur rebondeur     | Meilleur passeur     | Lieux                 | Série |
| ----- | ----------- | --------- | -------- | ---------------------- | ---------------------- | -------------------- | --------------------- | ----- |
| 1     | 11 décembre | @ Détroit | V 90-84  | R. J. Barrett (15)     | Noel, Randle (8)       | Elfrid Payton (7)    | Little Caesars Arena  | 1 - 0 |
| 2     | 13 décembre | @ Détroit | D 91-99  | R. J. Barrett (25)     | Nerlens Noel (10)      | Julius Randle (5)    | Little Caesars Arena  | 1 - 1 |
| 3     | 16 décembre | Cleveland | V 100-93 | Julius Randle (18)     | Mitchell Robinson (10) | Payton, Quickley (7) | Madison Square Garden | 2 - 1 |
| 4     | 18 décembre | Cleveland | V 119-83 | Immanuel Quickley (22) | Mitchell Robinson (12) | Julius Randle (8)    | Madison Square Garden | 3 - 1 |

### Saison régulière
| Saison régulière Total: 41-31 (Domicile : 25-11; Extérieur : 16-20) |

| Match | Date match  | Équipe       | Score     | Meilleur marqueur  | Meilleur rebondeur    | Meilleur passeur   | Lieux                      | Série |
| ----- | ----------- | ------------ | --------- | ------------------ | --------------------- | ------------------ | -------------------------- | ----- |
| 1     | 23 décembre | @ Indiana    | D 107-121 | R. J. Barrett (26) | Julius Randle (9)     | Julius Randle (9)  | Bankers Life Fieldhouse    | 0 - 1 |
| 2     | 26 décembre | Philadelphie | D 89-109  | Julius Randle (25) | Mitchell Robinson (9) | R. J. Barrett (4)  | Madison Square Garden      | 0 - 2 |
| 3     | 27 décembre | Milwaukee    | V 130-110 | Julius Randle (29) | Julius Randle (14)    | Payton, Randle (7) | Madison Square Garden      | 1 - 2 |
| 4     | 29 décembre | @ Cleveland  | V 95-86   | Julius Randle (28) | Julius Randle (12)    | Julius Randle (11) | Rocket Mortgage FieldHouse | 2 - 2 |
| 5     | 31 décembre | @ Toronto    | D 83-100  | Knox, Randle (16)  | Julius Randle (10)    | Randle, Rivers (5) | Amalie Arena               | 2 - 3 |

| Match | Date match | Équipe         | Score     | Meilleur marqueur      | Meilleur rebondeur     | Meilleur passeur      | Lieux                      | Série  |
| ----- | ---------- | -------------- | --------- | ---------------------- | ---------------------- | --------------------- | -------------------------- | ------ |
| 6     | 2 janvier  | @ Indiana      | V 106-102 | R. J. Barrett (25)     | Julius Randle (11)     | Julius Randle (8)     | Bankers Life Fieldhouse    | 3 - 3  |
| 7     | 4 janvier  | @ Atlanta      | V 113-108 | Julius Randle (28)     | Julius Randle (17)     | Julius Randle (9)     | State Farm Arena           | 4 - 3  |
| 8     | 6 janvier  | Utah           | V 112-100 | Julius Randle (30)     | Julius Randle (16)     | Elfrid Payton (8)     | Madison Square Garden      | 5 - 3  |
| 9     | 8 janvier  | Oklahoma City  | D 89-101  | R. J. Barrett (19)     | Julius Randle (12)     | Julius Randle (7)     | Madison Square Garden      | 5 - 4  |
| 10    | 10 janvier | Denver         | D 89-114  | Julius Randle (29)     | Julius Randle (10)     | Payton, Randle (5)    | Madison Square Garden      | 5 - 5  |
| 11    | 11 janvier | @ Charlotte    | D 88-109  | Kevin Knox (19)        | Mitchell Robinson (11) | Barrett, Randle (5)   | Spectrum Center            | 5 - 6  |
| 12    | 13 janvier | Brooklyn       | D 109-116 | Julius Randle (30)     | Mitchell Robinson (12) | Julius Randle (5)     | Madison Square Garden      | 5 - 7  |
| 13    | 15 janvier | @ Cleveland    | D 103-106 | Julius Randle (28)     | Randle, Robinson (6)   | Julius Randle (6)     | Rocket Mortgage FieldHouse | 5 - 8  |
| 14    | 17 janvier | @ Boston       | V 105-75  | Julius Randle (20)     | Julius Randle (12)     | Immanuel Quickley (8) | TD Garden                  | 6 - 8  |
| 15    | 18 janvier | Orlando        | V 91-84   | R. J. Barrett (22)     | Julius Randle (17)     | Barrett, Payton (4)   | Madison Square Garden      | 7 - 8  |
| 16    | 21 janvier | @ Golden State | V 119-104 | R. J. Barrett (28)     | Julius Randle (17)     | Julius Randle (9)     | Chase Center               | 8 - 8  |
| 17    | 22 janvier | @ Sacramento   | D 94-103  | Julius Randle (26)     | Julius Randle (15)     | Julius Randle (4)     | Golden 1 Center            | 8 - 9  |
| 18    | 24 janvier | @ Portland     | D 113-116 | Immanuel Quickley (31) | Nerlens Noel (11)      | Julius Randle (5)     | Moda Center                | 8 - 10 |
| 19    | 26 janvier | @ Utah         | D 94-108  | Austin Rivers (25)     | Julius Randle (10)     | Barrett, Randle (4)   | Vivint Smart Home Arena    | 8 - 11 |
| 20    | 29 janvier | Cleveland      | V 102-81  | Immanuel Quickley (25) | Julius Randle (8)      | Julius Randle (6)     | Madison Square Garden      | 9 - 11 |
| 21    | 31 janvier | L.A. Clippers  | D 115-129 | Julius Randle (27)     | Julius Randle (12)     | Julius Randle (5)     | Madison Square Garden      | 9 - 12 |

| Match                                                                                      | Date match  | Équipe       | Score     | Meilleur marqueur      | Meilleur rebondeur     | Meilleur passeur     | Lieux                   | Série   |
| ------------------------------------------------------------------------------------------ | ----------- | ------------ | --------- | ---------------------- | ---------------------- | -------------------- | ----------------------- | ------- |
| 22                                                                                         | 1er février | @ Chicago    | D 102-110 | Julius Randle (23)     | Julius Randle (11)     | Julius Randle (7)    | United Center           | 9 - 13  |
| 23                                                                                         | 3 février   | @ Chicago    | V 107-103 | Julius Randle (27)     | Mitchell Robinson (11) | Julius Randle (6)    | United Center           | 10 - 13 |
| 24                                                                                         | 6 février   | Portland     | V 110-99  | Julius Randle (22)     | Julius Randle (11)     | Payton, Randle (4)   | Madison Square Garden   | 11 - 13 |
| 25                                                                                         | 7 février   | Miami        | D 103-109 | Julius Randle (26)     | Julius Randle (13)     | Julius Randle (7)    | Madison Square Garden   | 11 - 14 |
| 26                                                                                         | 9 février   | @ Miami      | D 96-98   | Elfrid Payton (18)     | Julius Randle (8)      | Elfrid Payton (4)    | American Airlines Arena | 11 - 15 |
| 27                                                                                         | 12 février  | @ Washington | V 109-91  | Julius Randle (24)     | Julius Randle (18)     | Derrick Rose (6)     | Capital One Arena       | 12 - 15 |
| 28                                                                                         | 13 février  | Houston      | V 121-99  | Julius Randle (22)     | Julius Randle (9)      | R. J. Barrett (5)    | Madison Square Garden   | 13 - 15 |
| 29                                                                                         | 15 février  | Atlanta      | V 123-112 | Julius Randle (44)     | Julius Randle (9)      | Quickley, Randle (5) | Madison Square Garden   | 14 - 15 |
| 30                                                                                         | 17 février  | @ Orlando    | D 89-107  | Julius Randle (25)     | Nerlens Noel (9)       | Elfrid Payton (5)    | Amway Center            | 14 - 16 |
| -                                                                                          | 20 février  | San Antonio  | Reporté*  | Reporté*               | Reporté*               | Reporté*             | Madison Square Garden   | -       |
| 31                                                                                         | 21 février  | Minnesota    | V 103-99  | Julius Randle (25)     | Julius Randle (14)     | Elfrid Payton (7)    | Madison Square Garden   | 15 - 16 |
| 32                                                                                         | 23 février  | Golden State | D 106-114 | Julius Randle (25)     | Taj Gibson (11)        | Derrick Rose (8)     | Madison Square Garden   | 15 - 17 |
| 33                                                                                         | 25 février  | Sacramento   | V 140-121 | Immanuel Quickley (25) | Julius Randle (14)     | Derrick Rose (6)     | Madison Square Garden   | 16 - 17 |
| 34                                                                                         | 27 février  | Indiana      | V 110-107 | Julius Randle (28)     | Julius Randle (10)     | Derrick Rose (11)    | Madison Square Garden   | 17 - 17 |
| 35                                                                                         | 28 février  | @ Détroit    | V 109-90  | Julius Randle (25)     | Nerlens Noel (11)      | Julius Randle (6)    | Little Caesars Arena    | 18 - 17 |
| * Le match a été reporté à la suite du protocole sanitaire de la ligue contre la covid-19. |             |              |           |                        |                        |                      |                         |         |

| Match                  | Date match | Équipe          | Score          | Meilleur marqueur      | Meilleur rebondeur     | Meilleur passeur   | Lieux                   | Série   |
| ---------------------- | ---------- | --------------- | -------------- | ---------------------- | ---------------------- | ------------------ | ----------------------- | ------- |
| 36                     | 2 mars     | @ San Antonio   | D 93-119       | Immanuel Quickley (26) | Nerlens Noel (12)      | Julius Randle (5)  | AT&T Center             | 18 - 18 |
| 37                     | 4 mars     | Détroit         | V 114-104      | Julius Randle (27)     | Julius Randle (16)     | Julius Randle (7)  | Madison Square Garden   | 19 - 18 |
| NBA All-Star Game 2021 |            |                 |                |                        |                        |                    |                         |         |
| 38                     | 11 mars    | @ Milwaukee     | D 101-134      | R. J. Barrett (22)     | Julius Randle (8)      | Alec Burks (8)     | Fiserv Forum            | 19 - 19 |
| 39                     | 13 mars    | @ Oklahoma City | V 119-97       | R. J. Barrett (32)     | Julius Randle (12)     | Julius Randle (12) | Chesapeake Energy Arena | 20 - 19 |
| 40                     | 15 mars    | @ Brooklyn      | D 112-117      | Julius Randle (33)     | Julius Randle (12)     | Julius Randle (6)  | Barclays Center         | 20 - 20 |
| 41                     | 16 mars    | @ Philadelphie  | D 96-99        | Julius Randle (19)     | Julius Randle (15)     | Julius Randle (8)  | Wells Fargo Center      | 20 - 21 |
| 42                     | 18 mars    | Orlando         | V 94-93        | Alec Burks (21)        | Burks, Randle (10)     | Julius Randle (17) | Madison Square Garden   | 21 - 21 |
| 43                     | 21 mars    | Philadelphie    | D 100-101 (OT) | Julius Randle (24)     | Nerlens Noel (10)      | Burks, Barrett (4) | Madison Square Garden   | 21 - 22 |
| 44                     | 23 mars    | Washington      | V 131-113      | Julius Randle (37)     | Mitchell Robinson (12) | R. J. Barrett (5)  | Madison Square Garden   | 22 - 22 |
| 45                     | 25 mars    | Washington      | V 106-102      | Alec Burks (27)        | R. J. Barrett (10)     | R. J. Barrett (5)  | Madison Square Garden   | 23 - 22 |
| 46                     | 27 mars    | @ Milwaukee     | V 102-96       | Burks, Barrett (21)    | Nerlens Noel (11)      | R. J. Barrett (7)  | Fiserv Forum            | 24 - 22 |
| 47                     | 29 mars    | Miami           | D 88-98        | Julius Randle (22)     | Nerlens Noel (11)      | R. J. Barrett (4)  | Madison Square Garden   | 24 - 23 |
| 48                     | 31 mars    | @ Minnesota     | D 101-102      | Julius Randle (26)     | Julius Randle (12)     | Julius Randle (6)  | Target Center           | 24 - 24 |

| Match | Date match | Équipe                | Score          | Meilleur marqueur      | Meilleur rebondeur  | Meilleur passeur    | Lieux                    | Série   |
| ----- | ---------- | --------------------- | -------------- | ---------------------- | ------------------- | ------------------- | ------------------------ | ------- |
| 49    | 2 avril    | Dallas                | D 86-99        | Alec Burks (20)        | Julius Randle (8)   | Julius Randle (11)  | Madison Square Garden    | 24 - 25 |
| 50    | 3 avril    | @ Détroit             | V 125-81       | Julius Randle (29)     | Julius Randle (8)   | Elfrid Payton (9)   | Little Caesars Arena     | 25 - 25 |
| 51    | 5 avril    | @ Brooklyn            | D 112-114      | R. J. Barrett (22)     | Julius Randle (15)  | Julius Randle (12)  | Barclays Center          | 25 - 26 |
| 52    | 7 avril    | @ Boston              | D 99-101       | R. J. Barrett (29)     | Julius Randle (9)   | Julius Randle (6)   | TD Garden                | 25 - 27 |
| 53    | 9 avril    | Memphis               | V 133-129 (OT) | Barrett, Quickley (20) | Julius Randle (10)  | Julius Randle (11)  | Madison Square Garden    | 26 - 27 |
| 54    | 11 avril   | Toronto               | V 102-96       | Julius Randle (26)     | Nerlens Noel (13)   | Barrett, Randle (5) | Madison Square Garden    | 27 - 27 |
| 55    | 12 avril   | L.A. Lakers           | V 111-96       | Julius Randle (34)     | Gibson, Randle (10) | Julius Randle (4)   | Madison Square Garden    | 28 - 27 |
| 56    | 14 avril   | @ La Nouvelle-Orléans | V 116-106      | Julius Randle (32)     | Taj Gibson (10)     | Julius Randle (5)   | Smoothie King Center     | 29 - 27 |
| 57    | 16 avril   | @ Dallas              | V 117-109      | Julius Randle (44)     | Noel, Randle (10)   | Julius Randle (7)   | American Airlines Center | 30 - 27 |
| 58    | 18 avril   | La Nouvelle-Orléans   | V 122-112 (OT) | Julius Randle (33)     | Taj Gibson (14)     | Julius Randle (10)  | Madison Square Garden    | 31 - 27 |
| 59    | 20 avril   | Charlotte             | V 109-97       | R. J. Barrett (24)     | Nerlens Noel (11)   | Julius Randle (7)   | Madison Square Garden    | 32 - 27 |
| 60    | 21 avril   | Atlanta               | V 137-127 (OT) | Julius Randle (40)     | Nerlens Noel (12)   | Julius Randle (6)   | Madison Square Garden    | 33 - 27 |
| 61    | 24 avril   | Toronto               | V 120-103      | Julius Randle (31)     | R. J. Barrett (12)  | Derrick Rose (7)    | Madison Square Garden    | 34 - 27 |
| 62    | 26 avril   | Phoenix               | D 110-118      | Derrick Rose (22)      | Randle, Rose (6)    | Derrick Rose (6)    | Madison Square Garden    | 34 - 28 |
| 63    | 28 avril   | Chicago               | V 113-94       | Julius Randle (34)     | Gibson, Noel (8)    | Barrett, Rose (6)   | Madison Square Garden    | 35 - 28 |

| Match | Date match | Équipe          | Score          | Meilleur marqueur      | Meilleur rebondeur  | Meilleur passeur   | Lieux                 | Série   |
| ----- | ---------- | --------------- | -------------- | ---------------------- | ------------------- | ------------------ | --------------------- | ------- |
| 64    | 2 mai      | @ Houston       | V 122-97       | Julius Randle (31)     | Barrett, Randle (7) | Julius Randle (6)  | Toyota Center         | 36 - 28 |
| 65    | 3 mai      | @ Memphis       | V 118-104      | Julius Randle (28)     | Taj Gibson (12)     | Julius Randle (6)  | FedExForum            | 37 - 28 |
| 66    | 5 mai      | @ Denver        | D 97-113       | Immanuel Quickley (18) | Julius Randle (8)   | Julius Randle (5)  | Ball Arena            | 37 - 29 |
| 67    | 7 mai      | @ Phoenix       | D 105-128      | Julius Randle (24)     | Julius Randle (11)  | Derrick Rose (6)   | PHX Arena             | 37 - 30 |
| 68    | 9 mai      | @ L.A. Clippers | V 106-100      | Derrick Rose (25)      | Julius Randle (14)  | Derrick Rose (8)   | Staples Center        | 38 - 30 |
| 69    | 11 mai     | @ L.A. Lakers   | D 99-101 (OT)  | Julius Randle (31)     | Julius Randle (8)   | Derrick Rose (6)   | Staples Center        | 38 - 31 |
| 70    | 13 mai     | San Antonio     | V 102-98       | Alec Burks (30)        | Alec Burks (10)     | Julius Randle (9)  | Madison Square Garden | 39 - 31 |
| 71    | 15 mai     | Charlotte       | V 118-109 (OT) | Julius Randle (33)     | Nerlens Noel (11)   | Julius Randle (13) | Madison Square Garden | 40 - 31 |
| 72    | 16 mai     | Boston          | V 96-92        | R. J. Barrett (22)     | Julius Randle (7)   | Julius Randle (7)  | Madison Square Garden | 41 - 31 |

### Playoffs
| Playoffs Total: 1-4 (Domicile : 1-2; Extérieur : 0-2) |

| Match | Date match | Équipe    | Score     | Meilleur marqueur  | Meilleur rebondeur | Meilleur passeur  | Lieux                 | Série |
| ----- | ---------- | --------- | --------- | ------------------ | ------------------ | ----------------- | --------------------- | ----- |
| 1     | 23 mai     | Atlanta   | D 105-107 | Alec Burks (27)    | Julius Randle (12) | Derrick Rose (5)  | Madison Square Garden | 0 - 1 |
| 2     | 26 mai     | Atlanta   | V 101-92  | Derrick Rose (26)  | Julius Randle (12) | Randle, Rose (4)  | Madison Square Garden | 1 - 1 |
| 3     | 28 mai     | @ Atlanta | D 94-105  | Derrick Rose (30)  | Julius Randle (11) | Derrick Rose (5)  | State Farm Arena      | 1 - 2 |
| 4     | 30 mai     | @ Atlanta | D 96-113  | Julius Randle (23) | Julius Randle (10) | Julius Randle (7) | State Farm Arena      | 1 - 3 |
| 5     | 2 juin     | Atlanta   | D 89-103  | Julius Randle (23) | Julius Randle (13) | Barrett, Rose (5) | Madison Square Garden | 1 - 4 |

### Confrontations en saison régulière
| Conférence Est      | Conférence Est                              | Conférence Est                              | Conférence Est                              | Conférence Est                              | Conférence Ouest                            | Conférence Ouest                            | Conférence Ouest                            |
| Division Atlantique | Division Atlantique                         | Division Atlantique                         | Division Atlantique                         | Division Atlantique                         | Division Nord-Ouest                         | Division Nord-Ouest                         | Division Nord-Ouest                         |
| Équipe              | Domicile                                    | Domicile                                    | Extérieur                                   | Extérieur                                   | Équipe                                      | Domicile                                    | Extérieur                                   |
| ------------------- | ------------------------------------------- | ------------------------------------------- | ------------------------------------------- | ------------------------------------------- | ------------------------------------------- | ------------------------------------------- | ------------------------------------------- |
| Boston              | 96-92                                       |                                             | 105-75                                      | 99-101                                      | Denver                                      | 89-114                                      | 97-113                                      |
| Brooklyn            | 109-116                                     |                                             | 112-117                                     | 112-114                                     | Minnesota                                   | 103-99                                      | 101-102                                     |
|                     |                                             |                                             |                                             |                                             | Oklahoma City                               | 89-101                                      | 119-97                                      |
| Philadelphie        | 89-109                                      | 100-101 (OT)                                | 96-99                                       |                                             | Portland                                    | 110-99                                      | 113-116                                     |
| Toronto             | 102-96                                      | 120-103                                     | 83-100                                      |                                             | Utah                                        | 112-100                                     | 94-108                                      |
|                     | 3-3                                         | 3-3                                         | 1-5                                         | 1-5                                         |                                             | 3-2                                         | 1-4                                         |
| Division            | 4-8                                         | 4-8                                         | 4-8                                         | 4-8                                         | Division                                    | 4-6                                         | 4-6                                         |
| Division Centrale   | Division Centrale                           | Division Centrale                           | Division Centrale                           | Division Centrale                           | Division Pacifique                          | Division Pacifique                          | Division Pacifique                          |
| Équipe              | Domicile                                    | Domicile                                    | Extérieur                                   | Extérieur                                   | Équipe                                      | Domicile                                    | Extérieur                                   |
| Chicago             | 113-94                                      |                                             | 102-110                                     | 107-103                                     | Golden State                                | 106-114                                     | 119-104                                     |
| Cleveland           | 102-81                                      |                                             | 95-86                                       | 103-106                                     | L.A. Clippers                               | 115-129                                     | 106-100                                     |
| Detroit             | 114-104                                     |                                             | 109-90                                      | 125-81                                      | L.A. Lakers                                 | 111-96                                      | 99-101 (OT)                                 |
| Indiana             | 110-107                                     |                                             | 107-121                                     | 106-102                                     | Phoenix                                     | 110-118                                     | 105-128                                     |
| Milwaukee           | 130-110                                     |                                             | 101-134                                     | 102-96                                      | Sacramento                                  | 140-121                                     | 94-103                                      |
|                     | 5-0                                         | 5-0                                         | 6-4                                         | 6-4                                         |                                             | 2-3                                         | 2-3                                         |
| Division            | 11-4                                        | 11-4                                        | 11-4                                        | 11-4                                        | Division                                    | 4-6                                         | 4-6                                         |
| Division Sud-Est    | Division Sud-Est                            | Division Sud-Est                            | Division Sud-Est                            | Division Sud-Est                            | Division Sud-Ouest                          | Division Sud-Ouest                          | Division Sud-Ouest                          |
| Équipe              | Domicile                                    | Domicile                                    | Extérieur                                   | Extérieur                                   | Équipe                                      | Domicile                                    | Extérieur                                   |
| Atlanta             | 123-112                                     | 137-127 (OT)                                | 113-108                                     |                                             | Dallas                                      | 86-99                                       | 117-109                                     |
| Charlotte           | 109-97                                      | 118-109 (OT)                                | 88-109                                      |                                             | Houston                                     | 121-99                                      | 122-97                                      |
| Miami               | 103-109                                     | 88-98                                       | 96-98                                       |                                             | Memphis                                     | 133-129 (OT)                                | 118-104                                     |
| Orlando             | 91-84                                       | 94-93                                       | 89-107                                      |                                             | New Orleans                                 | 122-112 (OT)                                | 116-106                                     |
| Washington          | 131-113                                     | 106-102                                     | 109-91                                      |                                             | San Antonio                                 | 102-98                                      | 93-119                                      |
|                     | 8-2                                         | 8-2                                         | 2-3                                         | 2-3                                         |                                             | 4-1                                         | 4-1                                         |
| Division            | 10-5                                        | 10-5                                        | 10-5                                        | 10-5                                        | Division                                    | 8-2                                         | 8-2                                         |
| Conférence          | 24-17 (Domicile : 16-5; Extérieur : 8-12)   | 24-17 (Domicile : 16-5; Extérieur : 8-12)   | 24-17 (Domicile : 16-5; Extérieur : 8-12)   | 24-17 (Domicile : 16-5; Extérieur : 8-12)   | Conférence                                  | 17-14 (Domicile : 9-6; Extérieur : 8-8)     | 17-14 (Domicile : 9-6; Extérieur : 8-8)     |
| Total               | 41-31 (Domicile : 25-11; Extérieur : 16-20) | 41-31 (Domicile : 25-11; Extérieur : 16-20) | 41-31 (Domicile : 25-11; Extérieur : 16-20) | 41-31 (Domicile : 25-11; Extérieur : 16-20) | 41-31 (Domicile : 25-11; Extérieur : 16-20) | 41-31 (Domicile : 25-11; Extérieur : 16-20) | 41-31 (Domicile : 25-11; Extérieur : 16-20) |

## Classements
| Conférence Est | Conférence Est             | Conférence Est | Conférence Est | Conférence Est | Conférence Est | Conférence Est | Conférence Est |
| No             | Franchise                  | Vic.           | Déf.           | MJ             | V/D            | GB             |                |
| -------------- | -------------------------- | -------------- | -------------- | -------------- | -------------- | -------------- | -------------- |
| 1              | c - 76ers de Philadelphie* | 49             | 23             | 72             | .681           | –              |                |
| 2              | x - Nets de Brooklyn       | 48             | 24             | 72             | .667           | 1              |                |
| 3              | y - Bucks de Milwaukee*    | 46             | 26             | 72             | .639           | 3              |                |
| 4              | x - Knicks de New York     | 41             | 31             | 72             | .569           | 8              |                |
| 5              | y - Hawks d'Atlanta*       | 41             | 31             | 72             | .569           | 8              |                |
| 6              | x - Heat de Miami          | 40             | 32             | 72             | .556           | 9              |                |
|                |                            |                |                |                |                |                |                |
| 7              | x - Celtics de Boston      | 36             | 36             | 72             | .500           | 13             |                |
| 8              | x - Wizards de Washington  | 34             | 38             | 72             | .472           | 15             |                |
| 9              | o - Pacers de l'Indiana    | 34             | 38             | 72             | .472           | 15             |                |
| 10             | o - Hornets de Charlotte   | 33             | 39             | 72             | .458           | 16             |                |
|                |                            |                |                |                |                |                |                |
| 11             | o - Bulls de Chicago       | 31             | 41             | 72             | .431           | 18             |                |
| 12             | o - Raptors de Toronto     | 27             | 45             | 72             | .375           | 22             |                |
| 13             | o - Cavaliers de Cleveland | 22             | 50             | 72             | .306           | 27             |                |
| 14             | o - Magic d'Orlando        | 21             | 51             | 72             | .292           | 28             |                |
| 15             | o - Pistons de Détroit     | 20             | 52             | 72             | .278           | 29             |                |

| Division Atlantique       | V  | D  | MJ | V/D  | GB | Dom   | Ext   | Div  |
| ------------------------- | -- | -- | -- | ---- | -- | ----- | ----- | ---- |
| c - 76ers de Philadelphie | 49 | 23 | 72 | .681 | –  | 29–7  | 20–16 | 10–2 |
| x - Nets de Brooklyn      | 48 | 24 | 72 | .667 | 1  | 28–8  | 20–16 | 8–4  |
| x - Knicks de New York    | 41 | 31 | 72 | .569 | 6  | 25–11 | 16–20 | 4–8  |
| x - Celtics de Boston     | 36 | 36 | 72 | .500 | 13 | 21–15 | 15–21 | 4–8  |
| o - Raptors de Toronto    | 27 | 45 | 72 | .375 | 22 | 16–20 | 11–25 | 4–8  |

## Effectif

### Effectif actuel
| Knicks de New York Effectif en fin de saison régulière         |    |                        |                       |                       |
| Entraîneur : Tom Thibodeau                                     |    |                        |                       |                       |
| Arrière / Ailier                                               | 9  | Drapeau du Canada      | R. J. Barrett         | Duke                  |
| Arrière / Ailier                                               | 25 | Drapeau des États-Unis | Reggie Bullock        | North Carolina        |
| Arrière / Ailier                                               | 18 | Drapeau des États-Unis | Alec Burks            | Colorado              |
| Ailier fort / Pivot                                            | 67 | Drapeau des États-Unis | Taj Gibson            | USC                   |
| Meneur                                                         | 0  | Drapeau des États-Unis | Jared Harper (TW)     | Auburn                |
| Ailier / Ailier fort                                           | 20 | Drapeau des États-Unis | Kevin Knox            | Kentucky              |
| Pivot                                                          | 3  | Drapeau des États-Unis | Nerlens Noel          | Kentucky              |
| Meneur / Arrière                                               | 11 | Drapeau de la France   | Frank Ntilikina       | SIG Strasbourg        |
| Meneur                                                         | 6  | Drapeau des États-Unis | Elfrid Payton         | Louisiane             |
| Pivot                                                          | 14 | /                      | Norvel Pelle          | Iona                  |
| Meneur / Arrière                                               | 21 | Drapeau des États-Unis | Theo Pinson (TW)      | North Carolina        |
| Meneur                                                         | 5  | Drapeau des États-Unis | Immanuel Quickley (R) | Kentucky              |
| Ailier fort / Pivot                                            | 30 | Drapeau des États-Unis | Julius Randle         | Kentucky              |
| Pivot                                                          | 23 | Drapeau des États-Unis | Mitchell Robinson     | Chalmette High School |
| Meneur                                                         | 4  | Drapeau des États-Unis | Derrick Rose          | Memphis               |
| Ailier fort                                                    | 1  | Drapeau des États-Unis | Obi Toppin (R)        | Dayton                |
| Meneur / Arrière                                               | -  | Drapeau de l'Argentine | Luca Vildoza (R)      | Saski Baskonia        |
| (C) - Capitaine, (R) - Rookie, (TW) - Two-way contract, Blessé |    |                        |                       |                       |

## Récompenses durant la saison
| Date                | Joueur            | Récompense                                   |
| ------------------- | ----------------- | -------------------------------------------- |
| 23 février          | Julius Randle     | ☆ All-Star 2021 ☆                            |
| 2 mars              | R. J. Barrett     | ☆ Rising Stars Challenge - Team World ☆      |
| 12 avril - 18 avril | Julius Randle     | Joueur de la semaine dans la Conférence Est. |
| Avril               | Julius Randle     | Joueur du mois dans la Conférence Est.       |
| Mai                 | Tom Thibodeau     | Entraîneur du mois dans la Conférence Est.   |
| 25 mai              | Julius Randle     | NBA Most Improved Player                     |
| 7 juin              | Tom Thibodeau     | NBA Coach of the Year                        |
| 15 juin             | Julius Randle     | All-NBA Second Team                          |
| 17 juin             | Immanuel Quickley | NBA All-Rookie Second Team                   |

## Transactions

### Changement d’entraîneur
| Date       | Ancien entraîneur     | Raison départ | Date de signature | Nouvel entraîneur | Provenance                                                 |
| ---------- | --------------------- | ------------- | ----------------- | ----------------- | ---------------------------------------------------------- |
| 30 juillet | Mike Miller (intérim) | Fin d'intérim | 30 juillet        | Tom Thibodeau     | Timberwolves du Minnesota (Entraîneur principal 2016-2019) |

### Joueurs qui re-signent
| Date       | Joueur        | Contrat                                      |
| ---------- | ------------- | -------------------------------------------- |
| 23/11/2020 | Jared Harper  | Two-way contract                             |
| 29/11/2020 | Elfrid Payton | Contrat de 5 000 000 $ sur 1 an.             |
| 29/11/2020 | Theo Pinson   | Two-way contract                             |
| 07/01/2021 | Taj Gibson    | Contrat non-garanti de 2 283 684 $ sur 1 an. |

### Options dans les contrats
| Date       | Joueur         | Option                                                                                  |
| ---------- | -------------- | --------------------------------------------------------------------------------------- |
| 19/11/2020 | Bobby Portis   | New York décline son option d'équipe de 15 750 000 $ pour la saison 2020-2021.          |
| 19/11/2020 | Damyean Dotson | New York refuse de prolonger la "Qualifying Offer". Damyean Dotson devient agent libre. |
| 19/11/2020 | Theo Pinson    | New York refuse de prolonger la "Qualifying Offer". Theo Pinson devient agent libre.    |
| 21/12/2020 | R. J. Barrett  | New York active son option d'équipe de 8 623 920 $ pour la saison 2021-2022.            |
| 21/12/2020 | Kevin Knox     | New York active son option d'équipe de 5 845 978 $ pour la saison 2021-2022.            |

### Échanges
| Novembre    | Novembre | Novembre | Novembre |
| ----------- | --- | --- | -------- |
| 17 novembre | Vers les Knicks de New York - Premier tour de draft 2020 (#23) - Droits sur Ante Tomić (2008 #44) | Vers le Jazz de l'Utah - Premier tour de draft 2020 des Clippers (#27) - Second tour de draft 2020 des Hornets (#38)                                                                       | [ 18 ]   |
| 20 novembre | Échange à trois équipes | Échange à trois équipes | [ 19 ]   |
| 20 novembre | Vers les Knicks de New York - Droits sur Immanuel Quickley (#25) (Du Thunder) - Droits sur Mathias Lessort (2017 #50) (Des Timberwolves) - Second tour de draft 2023 des Pistons (Des Timberwolves)                                                                          | Vers le Thunder d'Oklahoma City - James Johnson (Des Timberwolves) - Droits sur Aleksej Pokuševski (#17) (Des Timberwolves) - Second tour de draft 2024 (Des Timberwolves)                 | [ 19 ]   |
| 20 novembre | Vers les Timberwolves du Minnesota - Ricky Rubio (Du Thunder) - Droits sur Leandro Bolmaro (#23) (Des Knicks) - Droits sur Jaden McDaniels (#28) (Des Timberwolves) | | [ 19 ]   |
| 22 novembre | Vers les Knicks de New York - Ed Davis - Second tour de draft 2023 - Second tour de draft 2024 | Vers le Jazz de l'Utah - Compensation financière | [ 20 ]   |
| 24 novembre | Vers les Knicks de New York - Jacob Evans - Omari Spellman - Second tour de draft 2026 | Vers les Timberwolves du Minnesota - Ed Davis | [ 21 ]   |
| 27 novembre | Vers les Knicks de New York - Austin Rivers (Sign and trade) - Droits sur Axel Hervelle (2005 #52) - Droits sur Tadija Dragićević (2008 #53) - Droits sur Sergio Llull (2009 #34)                                                                                            | Vers les Rockets de Houston - Droits sur Issuf Sanon (2018 #44) | [ 22 ]   |
| Février     | | |          |
| 8 février   | Vers les Knicks de New York - Derrick Rose | Vers les Pistons de Détroit - Dennis Smith Jr. - Second tour de draft 2021 (de Charlotte)                                                                                                  | [ 23 ]   |
| Mars        | | |          |
| 25 mars     | Échange à trois équipes | Échange à trois équipes | [ 24 ]   |
| 25 mars     | Vers les Knicks de New York - Terrance Ferguson (D'Oklahoma City) - Vincent Poirier (De Philadelphie) - Droits sur Emir Preldžič (2009 #57) (De Philadelphie) - Second tour de draft 2021 (De Philadelphie) - Second tour de draft 2024 de Miami (protégé) (De Philadelphie) | Vers le Thunder d'Oklahoma City - Tony Bradley (De Philadelphie) - Austin Rivers (De New York) - Second tour de draft 2025 (De Philadelphie) - Second tour de draft 2026 (De Philadelphie) | [ 24 ]   |
| 25 mars     | Vers les 76ers de Philadelphie - Iggy Brazdeikis (De New York) - George Hill (D'Oklahoma City) | | [ 24 ]   |

### Arrivées

#### Draft
| Date       | Joueur                  | Provenance                  |
| ---------- | ----------------------- | --------------------------- |
| 23/11/2020 | Obi Toppin (#8)         | Flyers de Dayton (NCAA)     |
| 28/11/2020 | Immanuel Quickley (#25) | Wildcats du Kentucky (NCAA) |

#### Agents libres
|  | Joueur ayant signé un contrat non-garanti, pour intégrer les camps d'entraînement de l'équipe. |

| Date       | Joueur                 | Provenance                                | Contrat                                                 |
| ---------- | ---------------------- | ----------------------------------------- | ------------------------------------------------------- |
| 22/11/2020 | Alec Burks             | 76ers de Philadelphie                     | Contrat de 6 000 000 $ sur 1 an.                        |
| 25/11/2020 | Nerlens Noel           | Thunder d'Oklahoma City                   | Contrat de 5 000 000 $ sur 1 an.                        |
| 25/11/2020 | Austin Rivers          | Rockets de Houston (sign and trade)       | Contrat partiellement garanti de 9 975 000 $ sur 3 ans. |
| 28/11/2020 | Michael Kidd-Gilchrist | Mavericks de Dallas                       | Contrat non-garanti de 2 320 044 $ sur 1 an.            |
| 29/11/2020 | Myles Powell           | Pirates de Seton Hall (NCAA)              | Contrat non-garanti de 898 310 $ sur 1 an.              |
| 09/12/2020 | Skal Labissière        | Hawks d'Atlanta                           | Contrat non-garanti de 2 320 044 $ sur 1 an.            |
| 12/12/2020 | Tyler Hall             | Knicks de Westchester (NBA G-League)      | Contrat non-garanti de 898 310 $ sur 1 an.              |
| 12/12/2020 | Andrew White           | Knicks de Westchester (NBA G-League)      | Contrat non-garanti de 1 445 697 $ sur 1 an.            |
| 14/12/2020 | James Young            | Maccabi Haïfa                             | Contrat non-garanti de 898 310 $ sur 1 an.              |
| 16/12/2020 | Louis King             | Pistons de Détroit                        | Contrat non-garanti de 1 445 697 $ sur 1 an.            |
| 17/12/2020 | Bryce Brown            | Red Claws du Maine (NBA G-League)         | Contrat non-garanti de 898 310 $ sur 1 an.              |
| 22/04/2021 | Norvel Pelle           | Knicks de New York (Contrats de 10 jours) | Contrat partiellement garanti de 2 201 593 $ sur 2 ans. |
| 06/05/2021 | Luca Vildoza           | Baskonia                                  |                                                         |

#### Contrats de 10 jours
| Date       | Joueur       | Provenance                            |
| ---------- | ------------ | ------------------------------------- |
| 02/04/2021 | Norvel Pelle | Kings de Sacramento                   |
| 05/04/2021 | John Henson  | Pistons de Détroit                    |
| 12/04/2021 | Norvel Pelle | Second contrat de 10 jours.           |
| 23/04/2021 | Jared Harper | Knicks de New York (Two-way contract) |

#### Two-way contracts
| Date       | Joueur       | Provenance                       |
| ---------- | ------------ | -------------------------------- |
| 23/04/2021 | Myles Powell | Knicks de Westchester (G League) |

### Départs

#### Agents libres
| Date       | Joueur           | Nouvelle équipe ¹                    |
| ---------- | ---------------- | ------------------------------------ |
| 23/11/2020 | Maurice Harkless | Heat de Miami                        |
| 24/11/2020 | Damyean Dotson   | Cavaliers de Cleveland               |
| 24/11/2020 | Bobby Portis     | Bucks de Milwaukee                   |
| 01/12/2020 | Wayne Ellington  | Pistons de Détroit                   |
| 21/11/2020 | Kenny Wooten     | Rockets de Houston                   |
| 11/01/2021 | Allonzo Trier    | Wolves de l'Iowa (NBA G-League)      |
| 21/01/2021 | Bryce Brown      | Knicks de Westchester (NBA G-League) |
| 21/01/2021 | Tyler Hall       | Knicks de Westchester (NBA G-League) |
| 21/01/2021 | Louis King       | Knicks de Westchester (NBA G-League) |
| 21/01/2021 | Skal Labissière  | Knicks de Westchester (NBA G-League) |
| 21/01/2021 | Myles Powell     | Knicks de Westchester (NBA G-League) |
| 21/01/2021 | Andrew White     | Knicks de Westchester (NBA G-League) |
| 21/01/2021 | James Young      | Knicks de Westchester (NBA G-League) |
| 26/01/2021 | Jacob Evans      | BayHawks d'Érié (NBA G-League)       |
| 26/01/2021 | Omari Spellman   | BayHawks d'Érié (NBA G-League)       |
| 12/04/2021 | Vincent Poirier  | Real Madrid                          |

#### Joueurs coupés
|  | Joueurs non conservés après les camps d'entraînements de l'équipe. |

| Date       | Joueur                 |
| ---------- | ---------------------- |
| 19/11/2020 | Wayne Ellington        |
| 19/11/2020 | Taj Gibson             |
| 19/11/2020 | Elfrid Payton          |
| 19/11/2020 | Kenny Wooten           |
| 09/12/2020 | Jacob Evans            |
| 11/12/2020 | Skal Labissière        |
| 12/12/2020 | Andrew White           |
| 14/12/2020 | Tyler Hall             |
| 16/12/2020 | James Young            |
| 17/12/2020 | Louis King             |
| 19/12/2020 | Bryce Brown            |
| 19/12/2020 | Michael Kidd-Gilchrist |
| 19/12/2020 | Myles Powell           |
| 07/01/2021 | Omari Spellman         |
| 29/03/2021 | Terrance Ferguson      |
| 29/03/2021 | Vincent Poirier        |
| 24/04/2021 | Myles Powell           |